# KRSI
KRSI（97.9 FM）是位于北马里亚纳群岛的一个电台，主要播放成人另类专辑节目。由索伦森太平洋广播开办。发射台位于塞班岛，可覆盖整个北马里亚纳群岛，在1991年5月31日开播。在美国联邦通信委员会登记呼号为KRSI。